# E581
La ruta europea E581 és una carretera que forma part de la Xarxa de carreteres europees. Comença a Mărășești (Romania) i finalitza a Odessa (Ucraïna). Té una longitud de 407 km. Té una orientació d'oest a est.